# Mina Klabin Warchavchik
Mina Klabin Warchavchik (* 3. Oktober 1896 in São Paulo; † 14. Februar 1969 ebenda) war eine brasilianische Landschaftsgestalterin. Sie war eine Pionierin der modernen Landschaftsarchitektur in Brasilien.

## Leben

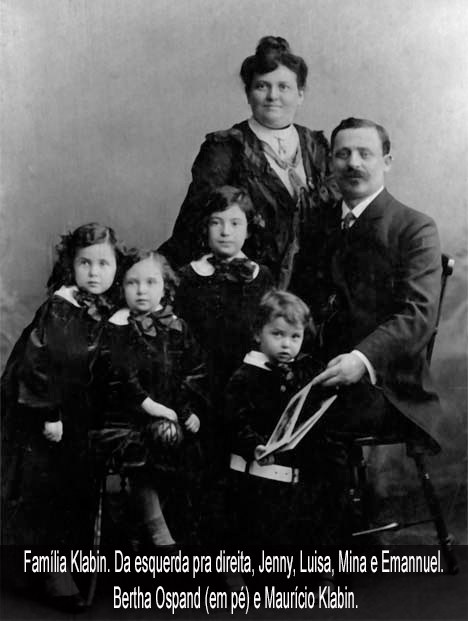
Mina Klabin als Kind (Bildmitte) mit den Eltern und den jüngeren Geschwistern, 1900er Jahre.

Klabin stammte aus einer Familie von litauischen Juden. Sie war die älteste Tochter von Bertha Obstand und Maurício Freeman Klabin, dem Gründer des brasilianischen Großunternehmens Klabin, S.A. Sie hatte zwei Schwestern, Luisa und Eugenia (Jenny), die später den Künstler Lasar Segall heiratete. In ihrer Familie waren weitere brasilianische Persönlichkeiten wie ihr Cousin Horácio Lafer, der brasilianischer Finanz- und Außenminister war.
Klabin bekam in der wohlhabenden bürgerlichen Familie eine breite, europäische Bildung mit Fremdsprachenerziehung und Auslandsreisen. Sie heiratete den Architekten Gregori Warchavchik (1896–1972) dem sie finanzielle Ressourcen mit in die Ehe brachte und durch den sie weiteren Zugang zur modernen Kunst und Kultur in Brasilien bekam. Das Paar hatte zwei Kinder, Mauris Ilia und Anna Sonia Klabin Warchavchik.
Zusammen mit Roberto Burle Marx und Flávio de Carvalho gilt Klabin als eine Begründerin der modernen Landschaftsgestaltung (paisagismo moderno) in den 1920er Jahren in Brasilien. Klabin verantwortet bei den Bauten ihres Mannes das Landschaftsdesign. Es steht immer in direktem Zusammenhang mit der Architektur von Warchavchik, wobei die diskursiven und formalen Aspekte des Baus, die vom modernistischen Imaginären geleitet werden, wieder aufgegriffen werden. Sie verwendete einheimische, tropische Arten und vollzog einen Bruch mit den in Europa gängigen Parametern des Gartenbaus. Insbesondere sind die Kakteenarrangements (z. B. mit Mandacarús) zu nennen, ein symbolisches Element, das auf das Repertoire der modernen Nationalmalerei verwies.
Das Ehepaar Klabin war fest in die moderne kulturelle Szene São Paulos eingebunden. Im Haus der beiden in der Santa-Cruz-Straße wurde auf Anregung von Mário de Andrade im November 1932 die SPAM (Sociedade Pró-Arte Moderna) gegründet, eine Gruppe von Künstlern aus verschiedenen Bereichen, im Einklang mit der Ideologie der Moderne und des Modernismus, und Teilen der Elite von São Paulo, mit dem Ziel, die Kunst bei Treffen und Partys zu fördern.

## Gartenanlagen
1928 baute sich das Architektenpaar im Stadtteil Vila Mariana in São Paulo ein Haus, die heute so genannte Casa Modernista da rua Santa Cruz, wobei Mina Klabin den Garten gestaltete und den Bau wohl auch finanzierte. Der Entwurf ihres Mannes Gregori Warchavchik gilt als erstes Wohnhaus des Modernismus in Brasiliens. Es war Mina, die in den gemeinsamen Bauten durch die Verwendung brasilianischer, tropischer Pflanzen den Modernismus von Warchavchik um das „National-Brasilianische“ ergänzte. Mit Umbauten wohnte die Familie bis 1970 dort. 1984 wurde der Komplex vom Conselho de Defesa do Patrimônio Histórico, Arqueológico, Artístico e Turístico (CONDEPHAAT) des Bundesstaats São Paulo gelistet, gefolgt vom Conselho Municipal de Preservação do Patrimônio Histórico, Cultural e Ambiental da Cidade de São Paulo (CONPRESP) und dem Instituto do Patrimônio Histórico e Artístico Nacional (IPHAN). Im Jahr 2000 wurde es rastauriert und im Jahr 2008 der Stadt São Paulo übernommen.

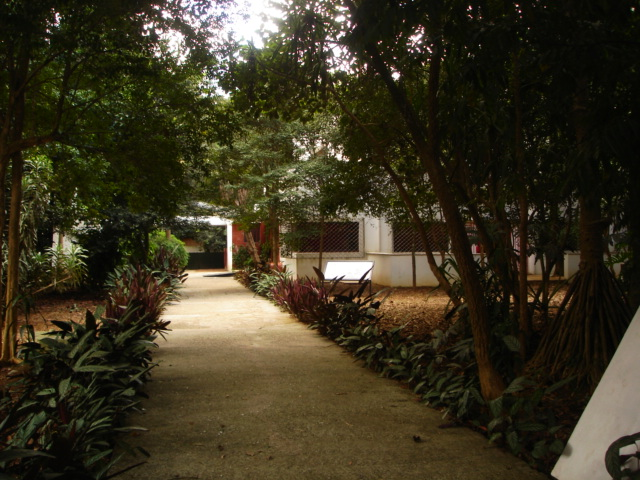
Casa Modernista da rua Santa Cruz
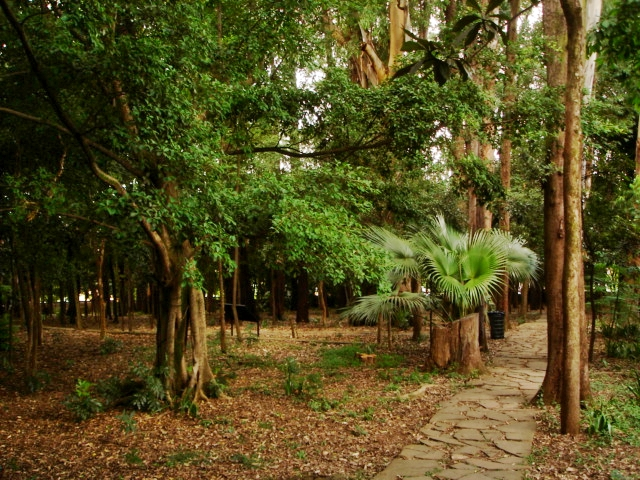
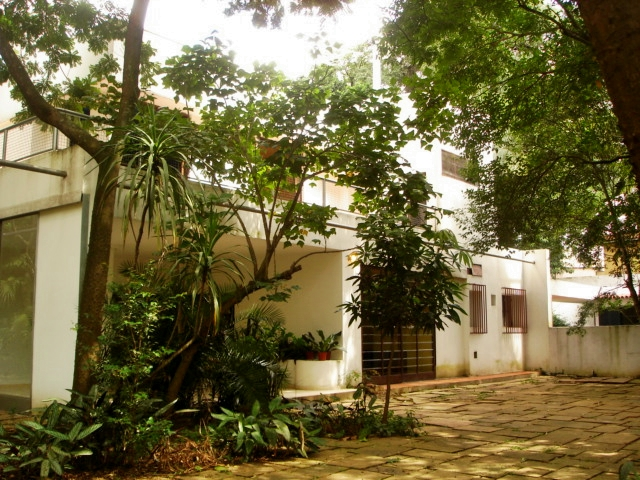
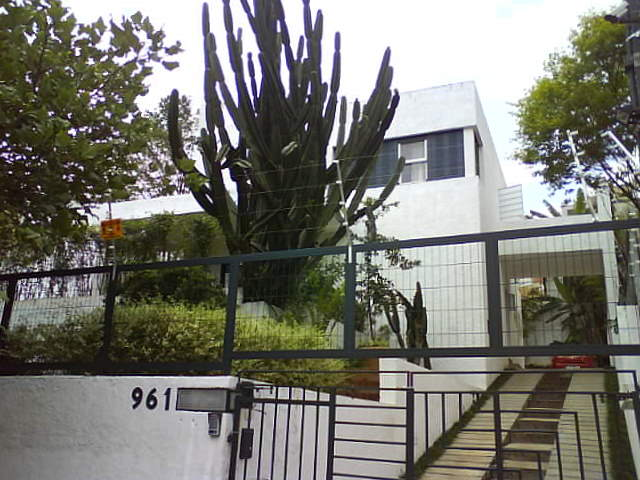
Casa da rua Itápolis
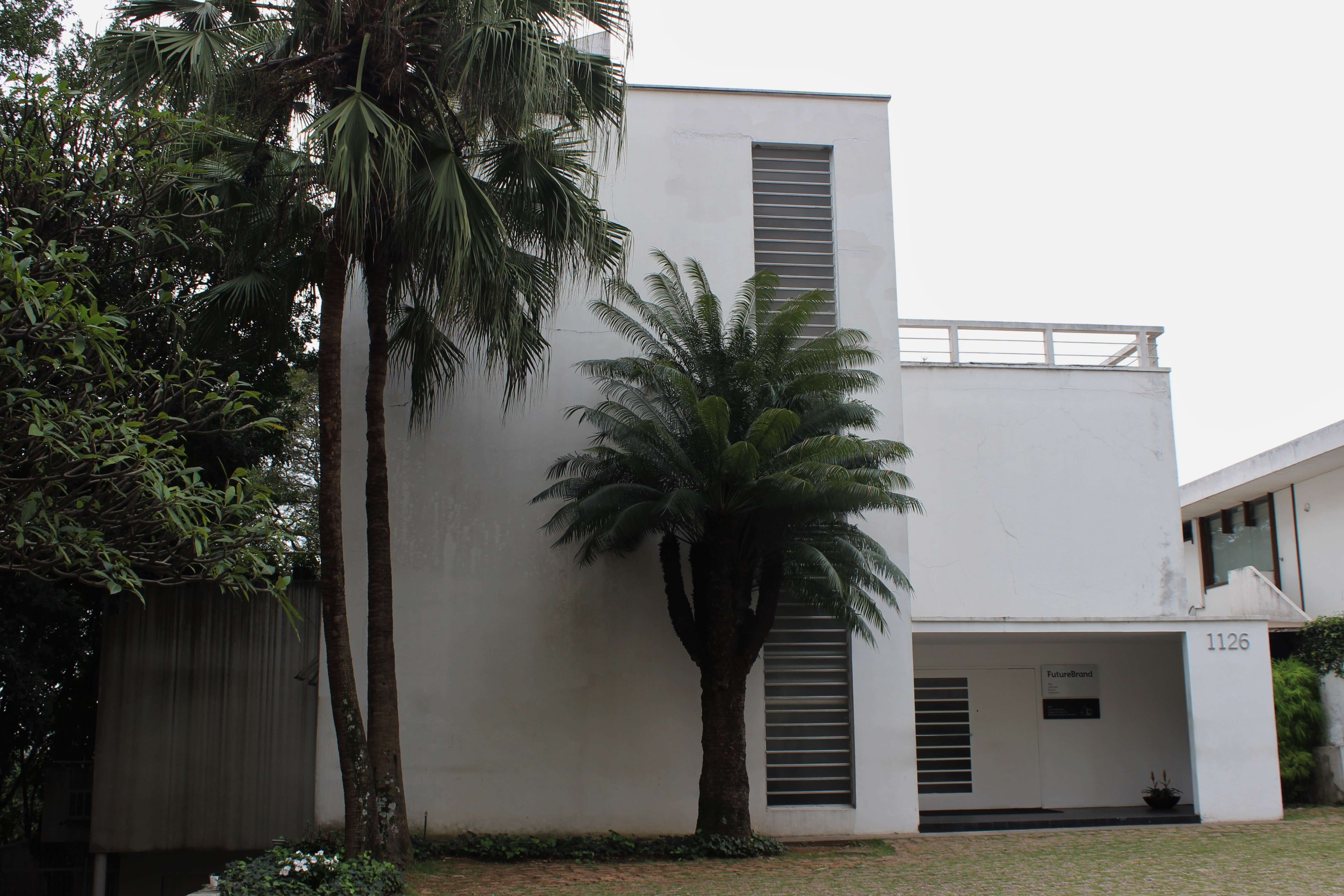
Casa da rua Bahia

Klabins jüngere Schwester Jenny war seit 1925 mit dem Künstler Lasar Segall verheiratet. Das Projekt für das Haus dieser Familiengruppe wurde ebenfalls von Warchavchik, in direkter Partnerschaft mit Segall, entworfen und von Klabin landschaftlich gestaltet.
1930 entstand die Casa da rua Itápolis. Es ist eine Filmaufnahme erhalten, die anlässlich der Einweihung 1930 Inneres und Garten des Hauses zeigt und die im Kontext des Dokumentarfilms Architectura modernista em S. Paulo steht. Unter den im Film gezeigten Persönlichkeiten ist, eine Seltenheit, der Schriftsteller Mário de Andrade zu sehen.
Ebenfalls von ca. 1930 ist die Casa da rua Bahia mit Gärten in drei Ebenen und mit geometrischen Mustern.